# Alfred de Saxe-Cobourg-Gotha
Titre
Prince héréditaire de Saxe-Cobourg-Gotha
22 août 1893 – 6 février 1899
(5 ans, 5 mois et 15 jours)
Alfred d'Édimbourg puis Alfred de Saxe-Cobourg-Gotha (Alfred Alexander William Ernest Albert), né le 15 octobre 1874 au palais de Buckingham à Londres et mort le 6 février 1899 au sanatorium Martinnsbrünn à Merano, est un membre de la famille royale britannique.

## Famille
Alfred de Saxe-Cobourg-Gotha est le fils aîné du prince Alfred, duc d'Édimbourg et de la grande-duchesse Maria Alexandrovna de Russie.

## Biographie

### Enfance

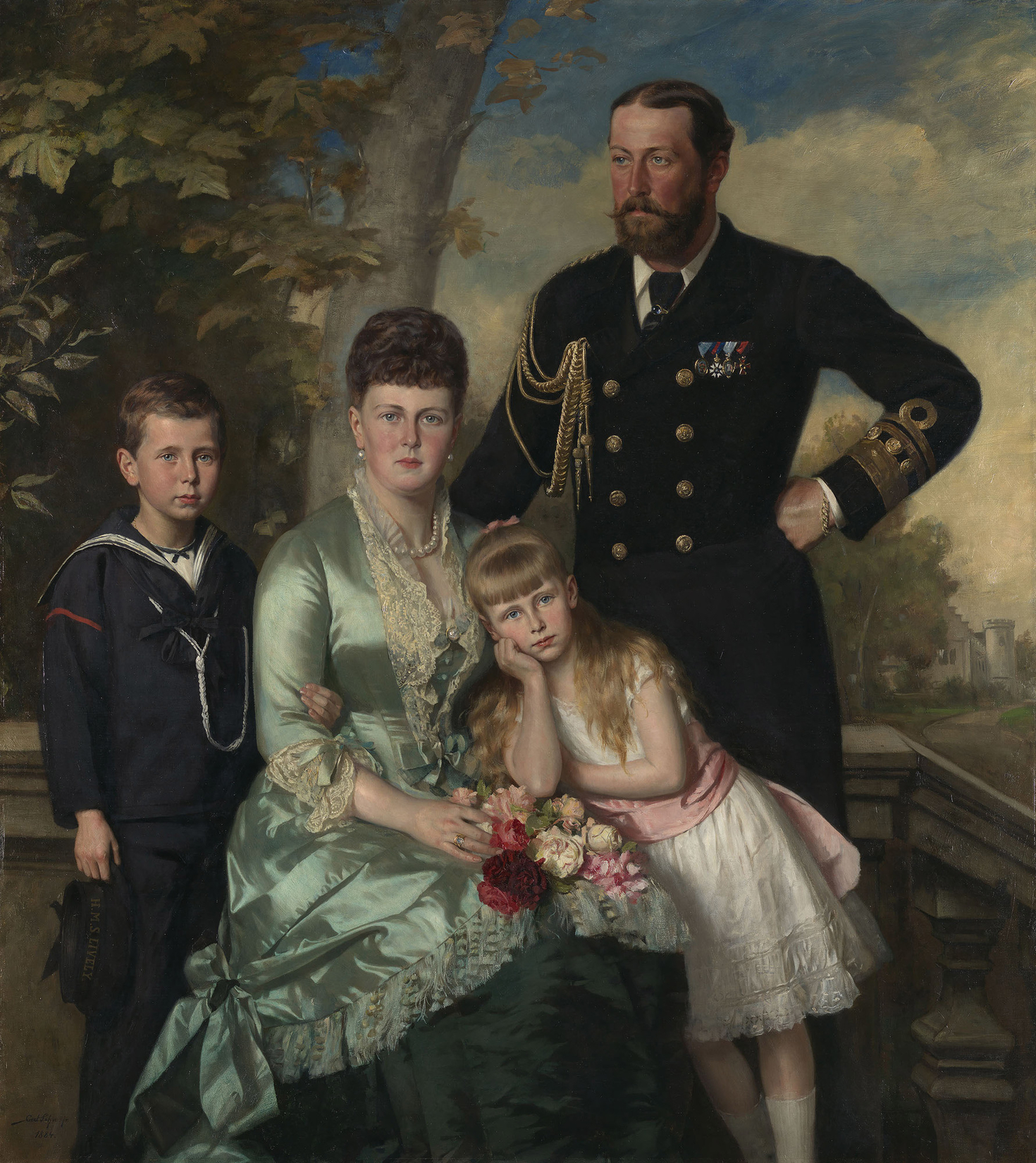
Alfred avec ses parents et sa sœur Marie de Saxe-Cobourg-Gotha, 1884, par Karl Rudolf Sohn

Alfred de Saxe-Cobourg-Gotha est baptisé le 27 novembre 1874 au palais de Buckingham à Londres par Archibald Tait, archevêque de Cantorbéry. Ses marraines et parrains sont : sa grand-mère, la reine Victoria, sa tante, la princesse royale de Prusse, son grand-père, le tsar Alexandre II de Russie, l'Empereur allemand, son grand-oncle, le duc Ernest II de Saxe-Cobourg-Gotha et son oncle, le prince de Galles.
Maria de Russie, mère insensible et sévère, préconise pour son fils, une éducation stricte.
Le jeune prince demeure à Clarence House avec ses parents et ses quatre sœurs, Marie née en 1875, Victoria-Mélita née en 1876, Alexandra née en 1878 et Béatrice née en 1884.
Il se révèle comme un enfant doué, mais de santé fragile. Le prince reçoit une éducation stricte et purement française par des professeurs, dont le docteur François, celui-ci aimait humilier le jeune prince devant témoins. Alfred de Saxe-Cobourg-Gotha vécut ensuite séparé de ses quatre sœurs et de son père, officier d'active dans la marine royale britannique.
En 1893, le duc Ernest II de Saxe-Cobourg-Gotha étant mort sans héritier, le prince de Galles avait déjà renoncé à la succession au trône ducal, le duché vacant échoit dès lors à Alfred d'Édimbourg. Le jeune Alfred devint ainsi « S.A.R le prince héréditaire de Saxe-Cobourg-Gotha ». La famille s'installe au château de Rosenau à Cobourg. La même année sa sœur Marie épouse le prince Ferdinand de Hohenzollern, neveu et héritier de Carol Ier roi de Roumanie.

### Vie adulte
Sous le grade de lieutenant, le jeune Alfred de Saxe-Cobourg-Gotha rejoint le Régiment de la Garde à pieds à Potsdam, en Allemagne. Le jeune prince n'a aucune attirance pour la vie militaire. De plus en plus, il se réfugie compulsivement dans la débauche, fréquentant des prostituées. Cette vie désordonnée l'amène à contracter la syphilis dont de graves symptômes se déclarent en 1899.
Selon la rumeur, Alfred de Saxe-Cobourg-Gotha aurait épousé à Potsdam en 1898 Mabel Fitzgerald. Mais l'ouvrage de  Marlène Eilers Köning relatif aux descendants de la reine Victoria du Royaume-Uni considère cette rumeur comme fausse.
Sandners note également l'absence d'Alfred de Saxe-Cobourg-Gotha aux fêtes célébrées à l'occasion des noces d'argent de ses parents le 22 janvier 1899, officiellement pour cause de dépression nerveuse. En réalité le jeune officier souffrait de syphilis. Le prince mit fin à ses jours en se tirant une balle de revolver dans la tête. Il avait 24 ans.

### Décès et inhumation
Pendant trois jours, Alfred de Saxe-Cobourg-Gotha fut soigné au château de Friedenstein, sa mère craignant le scandale et contre l'avis des médecins, le fit transporter grièvement blessé au sanatorium Martinnsbrünn à Merano dans le Tyrol autrichien (aujourd'hui en Italie). Alfred de Saxe-Cobourg-Gotha décéda le 6 février 1899 à l'âge de vingt-quatre ans. Le prince fut inhumé dans le mausolée ducal de Cobourg.
Alfred d'Édimbourg et de Saxe-Cobourg-Gotha accusa son épouse de l'avoir séparé de son fils, pire, il lui fit endosser la responsabilité de la mort de leur fils et noya son chagrin dans l'alcool. Il mourut l'année suivante.

## La succession au duché de Saxe-Cobourg-Gotha
Au décès du prince Alfred de Saxe-Cobourg-Gotha, son oncle, le prince Arthur, duc de Connaught et Strathearn, devint l'héritier du duché de Saxe-Cobourg-Gotha. Conformément au désir de sa mère la reine Victoria, ce dernier renonça à la succession du duché pour lui-même et au nom de son unique fils, Arthur de Connaught. Ce fut le prince Charles-Édouard de Saxe-Cobourg et Gotha (fils posthume du prince Léopold, duc d'Albany, mort des suites de son hémophilie) qui hérita du duché de Saxe-Cobourg-Gotha.

## Titulature
- Son Altesse royale le prince Alfred d'Édimbourg (1874-1893)
- Son Altesse royale le prince héritier de Saxe-Cobourg et Gotha (1893-1899)

## Armoiries
| Blason | Blasonnement : Écartelé, aux I et IV de gueules aux trois léopards d'or, armés et lampassés d'azur (d'Angleterre) ; au II d'or, au lion de gueules, armé et lampassé d'azur, dans un double trescheur fleuronné et contre-fleuronné du second (d'Écosse) ; au III d'azur, à la harpe d'or, cordée d'argent (d'Irlande) ; sur-le-tout, burelé de dix pièces d'or et de sable, au crancelin de sinople brochant en bande (de Saxe) ; le tout, brisé d'un lambel d'argent à cinq pendants, le deuxième et le troisième chargés d'une ancre d'azur, les autres d'une croix de gueules. |